# 蔡廷鍇
蔡 廷鍇（さい ていかい）は、中華民国・中華人民共和国の軍人・政治家。国民政府（国民革命軍）の軍人で、粤軍（広東軍）の指揮官。国民革命軍陸軍上将。後に福建事変に参加し、中国国民党革命委員会（民革）に加わるなど、反蔣介石派の要人となった。字は賢初。

## 事跡

### 第19路軍結成
貧農の家庭に生まれ、当初は学を志した。しかし1909年（宣統元年）に広東新軍に参加し、軍歴を開始する。1920年（民国9年）、護法軍政府の鄧鏗・李済深らが率いる粤軍第1師に加入し、ここで軍事訓練、教育を受けた。以後、粤軍の各地での戦いに加わり、蔡廷鍇は軍功をあげた。
1925年（民国14年）7月に国民政府が広州で成立すると、李率いる粤軍は国民革命軍第4軍に改組される。蔡廷鍇は、陳銘枢率いる第10師に配属された。1926年（民国15年）7月、中国国民党による北伐が開始されると、蔡は第10師第28団団長に任命される。湖北省での呉佩孚との戦いで軍功をあげ、「鉄軍」と呼ばれた第4軍の一員として高い名声を得た。
民国16年（1927年）に蔣介石と汪兆銘（汪精衛）が対立すると、当初の蔡廷鍇は汪を支持し、北伐を続行した。汪も反共に転じると、蔡は葉挺に従って南昌起義には参加している。しかし、蔡はまもなく中国共産党への思想的違和感から離脱し、陳銘枢らの粤軍に再合流した。その後は、陳銘枢に従って蔣を支持し続け、反蔣派の軍と戦い、軍功を重ねた。1930年（民国19年）8月、蔣光鼐と蔡は、国民革命軍第19路軍を組織することになる。蔣光鼐が第19路軍総指揮、蔡が第19路軍軍長に任命された。

### 淞滬抗戦

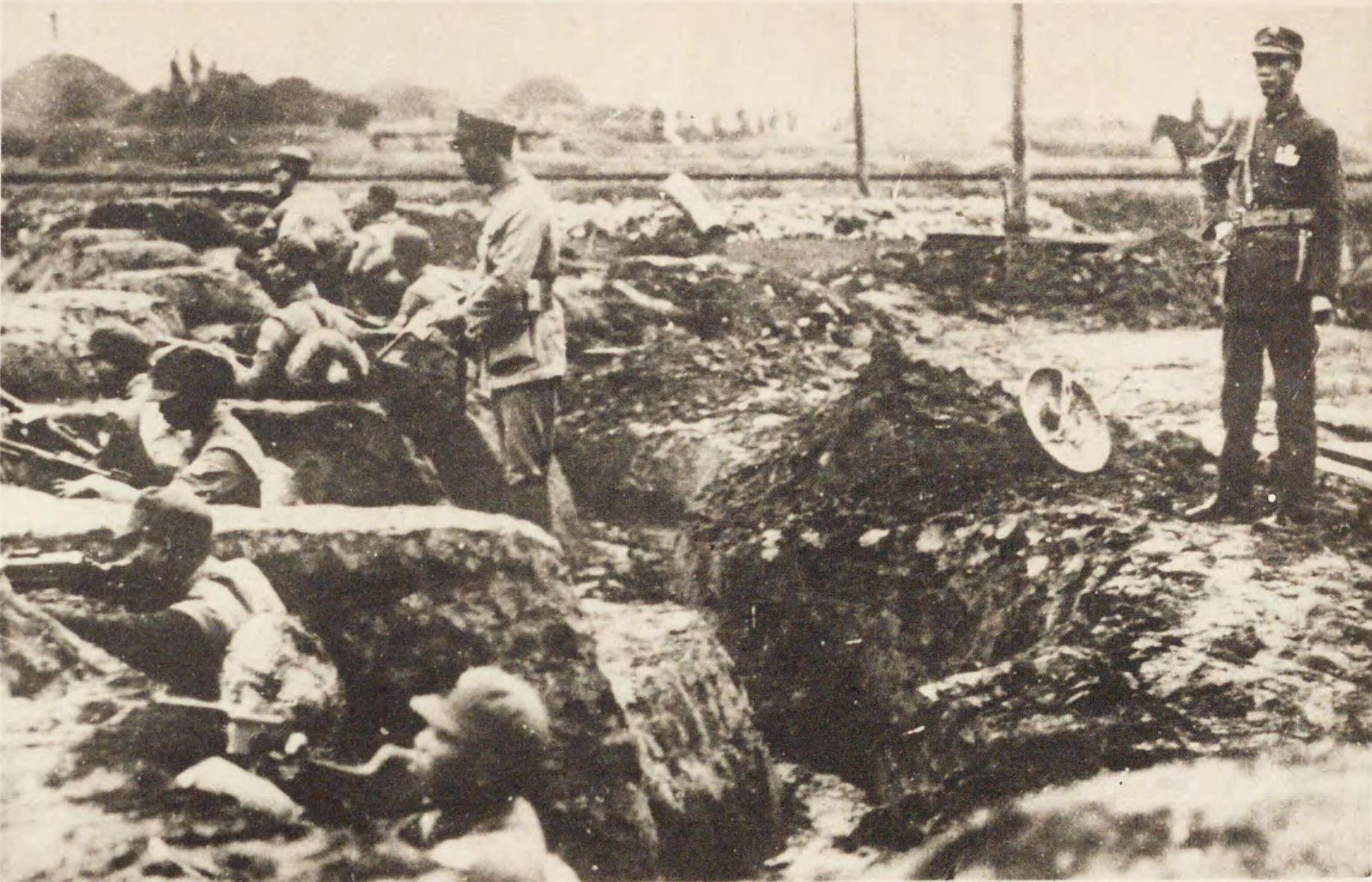
上海事変時に前線を視察する蔡廷鍇

1931年（民国20年）から、第19路軍は江西省などで共産党掃討に参加した。しかし、紅軍の予想以上の戦闘力に苦戦し、損害も大きかった。この時の苦戦から、蔡廷鍇は共産党との内戦をあくまで継続する蔣介石の方針に疑問を抱くようになっていく。満州事変が勃発すると、第19路軍は江西省から南京・上海方面へ動員された。
1932年（民国21年）1月、日本軍が上海へ進軍してくると、国民党中央は蔡廷鍇ら第19路軍に撤退を勧めたが、蔡はこれを拒否する。1月28日より両軍の衝突が開始された。兵力は第19路軍が日本軍の半数の上、日本軍の方が装備・火力で圧倒的に優勢だった。しかし蔣光鼐・蔡らの指揮の下で第19路軍は懸命に抗戦し、30日以上も持ちこたえた。最後は力尽きて撤退したが、この時の戦いぶりは中国国内から大きな賞賛を受けた（第一次上海事変、淞滬抗戦）。
その後の第19路軍は福建省へ派遣され、再び共産党討伐に当たることになった。蔣光鼐・蔡廷鍇は、これを蔣介石による両軍消耗の謀略と見抜いている。そして、動員に応じつつも、密かに反旗を計るようになった。同年9月、蔡は第19路軍総指揮に就任し、12月に蔣光鼐は福建省政府主席に就任した。

### 福建事変

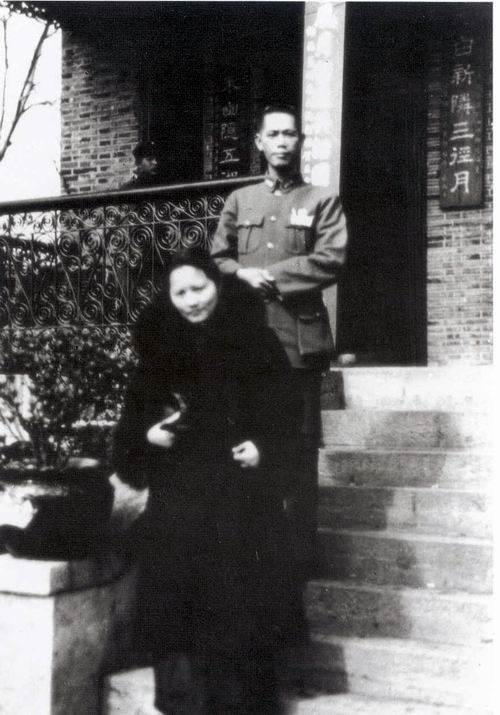
宋慶齢との合影

そして1933年（民国22年）11月、蔣光鼐・蔡廷鍇ら第19路軍は、李済深・陳銘枢らを擁立して、福建人民政府（中華共和国）を樹立し、反蔣介石のための独立を行った。蔡は人民革命政府委員、人民革命軍第1方面軍総司令、第19路軍総指揮などの地位に就いた（福建事変）。しかし、蔣介石の反撃は迅速で、共産党側の猜疑等が原因でこれとの連携も不十分だったため、わずか2か月で福建人民政府は崩壊し、第19路軍も解体された。逃亡した蔡は、その後、欧州へ視察の旅に赴いている。
蔡廷鍇は、その後も反蔣介石の政治活動を続行した。しかし1937年（民国26年）の日中戦争（抗日戦争）が全面的に勃発した後は、自ら抗日戦の前線に立つことを望んだ。そのため、第16集団軍総司令、第26集団軍総司令として、桂南会戦などに参戦している。しかし、やはり蔣からの警戒感は解かれず、蔡は次第に冷遇されて兵力も奪われていく。民国29年（1940年）9月に、蔡は下野した。以後は故郷の羅定に戻り、抗日遊撃隊を組織して、ゲリラ戦を小規模ながらも展開した。

### 晩年

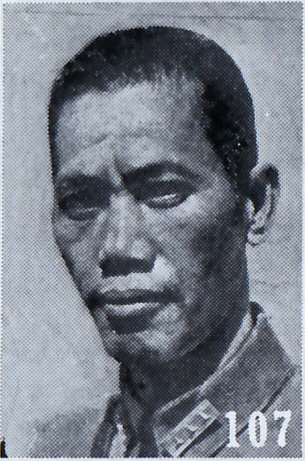
蔡廷鍇別影

日中戦争終結後、蔡廷鍇は反蔣介石の政治活動を再開する。1946年（民国35年）3月、李済深らが広州で組織した中国国民党民主促進会に参加した。さらに1948年（民国37年）1月には、中国国民党革命委員会（民革）に加入し、中央委員会常務委員として財務を管轄した。
中華人民共和国建国後も蔡廷鍇は大陸に留まり、新政権に参加した。中央人民政府委員、全国政治協商会議常務委員・副主席、全国人民代表大会常務委員、国防委員会副主席、民革中央委員会常務委員・副主席などを歴任した。なお1957年に、東京で開催された第3回原水爆禁止世界大会に出席するため、日本を訪問したことがある。
1968年4月25日、北京で病没。享年77（満76歳）。